# دنور لایت ریل
دنور لایت ریل (به انگلیسی: Denver Light Rail) نام خطوط قطار شهری شرکت Regional Transportation District شهر دنور و ناحیه حومه‌اش در کلرادو است که در سال ۱۹۹۴ میلادی تأسیس گردید.
این قطار شهری ۶ خط دارد، که مجموعاً این خطوط دارای ۳۶ ایستگاه و هم‌اکنون طول آنها ۶۴ کیلومتر است.